# Cines Mantería
Cines Mantería fue una sala cinematográfica ubicada en el número 34 de la calle de la Mantería de Valladolid (España).

## Descripción
Se trata de un edificio de estilo modernista, obra del arquitecto Ramón Pérez Lozana. Fue inaugurado el 2 de febrero de 1933 bajo el nombre de cine Lafuente por sus dueños, los hermanos Emilio y José María de la Fuente Trapote, y rehabilitado en los años 1990, de dos alturas, sirviendo la baja como foyer de acceso y la superior como espacio de administración y oficinas, situándose las salas en la parte posterior, con fachada a la calle Agapito y Revilla. Presenta una composición sencilla, con fachada revocada, alterado en la planta baja, fragmentada por molduras que la recorren horizontalmente. La coronación se resuelve mediante una cubierta aterrazada.
En febrero de 2012 la sala de cine cesó su actividad. En 2024 fueron usados para la grabación de una serie producida por Amazon Prime Video.